# Xu Demei
Xu Demei (chinês: 徐徳妹; Zhejiang, 23 de maio de 1967) é uma ex-atleta chinesa, campeã  mundial do lançamento de dardo.
Conquistou a medalha de ouro no Campeonato Mundial de Atletismo de 1991 em Tóquio, Japão, derrotando a favorita campeã olímpica e multimedalista Petra Felke da Alemanha Oriental.